# ノールダイン ノースマン

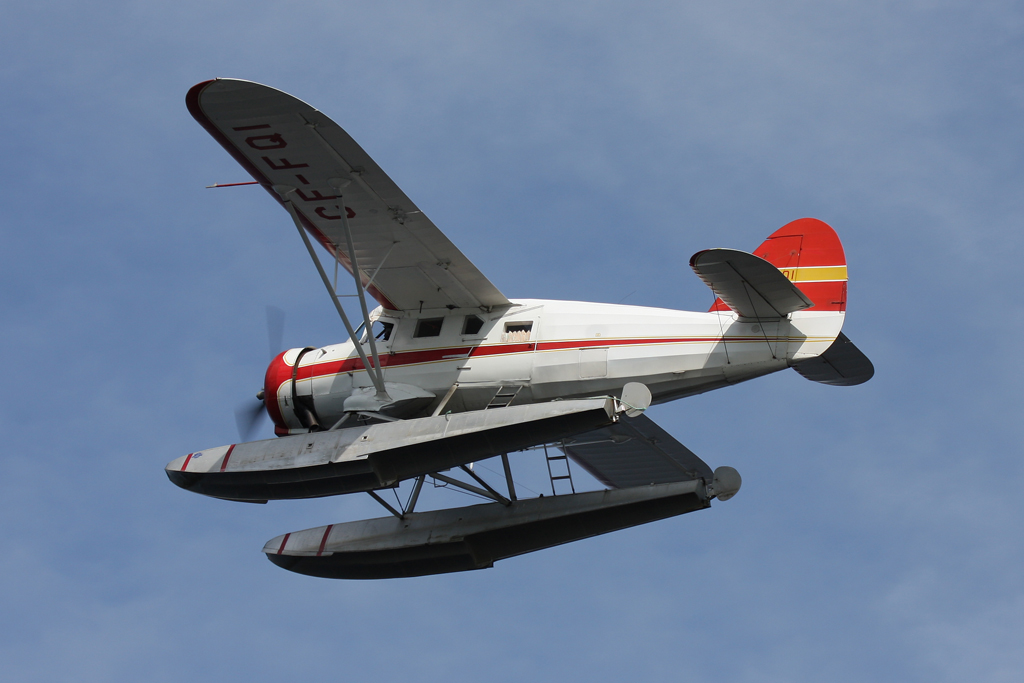
Noorduyn Norseman

ノールダイン ノースマン（Noorduyn Norseman）はカナダの単発のブッシュ・プレーン（未開地用汎用機）である。降着装置は車輪、スキー、フロートに交換できるように最初から設計されており、世界各地で使用された。アメリカ陸軍でもUC-64Aとして使用した。
オランダ生まれで、フォッカーやアメリカのベランカやPitcairn-Ciervaで設計を行ったRobert B.C. Noorduynがカナダのモントリオールに1933年に創立したNoorduyn Aircraft Limited（1935年にNoorduyn Aviationに改名）で製作された。高翼の単葉機でノールダインがフォッカー時代に設計した機体と同じく、鋼管溶接構造で木製のストリンガーと羽布張りの胴体と大部分が木製羽布張りの翼を持っていた。主脚の車輪は2本のボルトで固定され、フロートやスキーに交換可能であった。尾脚も車輪とソリに交換できた。
ライト ホワールウィンドエンジンを搭載した最初のノースマンはフロートをつけて1935年11月14日に初飛行し、ドミニオン・スカイウェイズに売られ、1936年1月18日に"CF-AYO"として登録され、"Arcturus"と命名された。この機体は1941年にワーナー・ブラザースに貸し出されジェームズ・キャグニー主演の映画、"Captains of the Clouds"で使われた。
頑丈で信頼性の高いノースマンは着実に売れた。"CF-AYO"はノースマンMk Iの型式名が与えられ、次の"CF-BAU"は認証試験の結果からいくつかの改良が加えられ、エンジンは420HPのホワールウィンドエンジンから、450HPのプラット・アンド・ホイットニー ワスプエンジンに強化され、Mk IIの型式名が与えられた。その後作られた3機はMk IIIの形式名でマッケンジー・エアサービス、Starrat Airwayで使われ、最後の1機は1937年にエンジンをワスプ　S3H-1に換装してMk IVのプロトタイプとなった。Mk IVが最終的なモデルとなり、第二次世界大戦の開戦によって数百機が生産されることになった。
1940年までに商業航空会社とカナダ山岳警察隊に17機が販売された。第二次世界大戦の開戦によってカナダ空軍が無線通信と航法訓練のために38機が発注した。アメリカ陸軍がアメリカからヨーロッパへ空輸する航空機のためにグリーンランドに設置する施設の調査のためのブッシュプレーンを求め、カナダ空軍向けの6機が評価用にアメリカ陸軍に送られた。1941年末、アメリカ陸軍向けに改造したYC-64Aの購入が決定された。アメリカ参戦後にC-64Aが発注された。軍用改造としては、燃料タンクが増設された。1942年半ばから引渡しが始まり、749機の注文を受けた。（後に UC-64Aに改称された。）
アメリカ陸軍航空隊は、主にアラスカなど北アメリカで運用し、アメリカ海軍も3機のUC-64AをJA-1として使用した。6機のC-64B水上機が陸軍の工兵部隊などで用いられ他の連合国からも43機を受注した。カナダ空軍も34機を追加発注した。アメリカ陸軍からの大量発注のためにエアロンカ・エアクラフトでの1943年までに600機のライセンス生産が行われた。
有名な音楽家のグレン・ミラーが行方不明になった時に乗っていた機体でもある。
戦後は製造権はCanada Car and Foundry（"Can Car"）に売却され、民間向けのMk Vやエンジンを強化し、金属翼にし、荷物室を拡大したMk VIIを開発したがMk VIIは生産されなかった。Can Carの工場の1951年火災でMk VIIは失われた。
1953年にRobert B.C. Noorduynを代表とする資本家グループがCan Carから治具、設備を買い戻し、Noorduyn Norseman Aircraft Ltd.を設立した。1959年にノールダインは没するが事業は継続され3機のMk Vを製造した。1982年に資産はNorco Associatesに売却され、Norco は
機体のサポート事業だけを行っている。
1959年1月に最後の機体が引き渡され、903機のノールダイン ノースマンが製造された。

## 要目(C-64A)
- 乗員：1名
- 全長：9.6 m
- 全幅：15.7 m
- 全高：3.0 m
- 空虚重量：1,929 kg
- 全備重量：3,356 kg

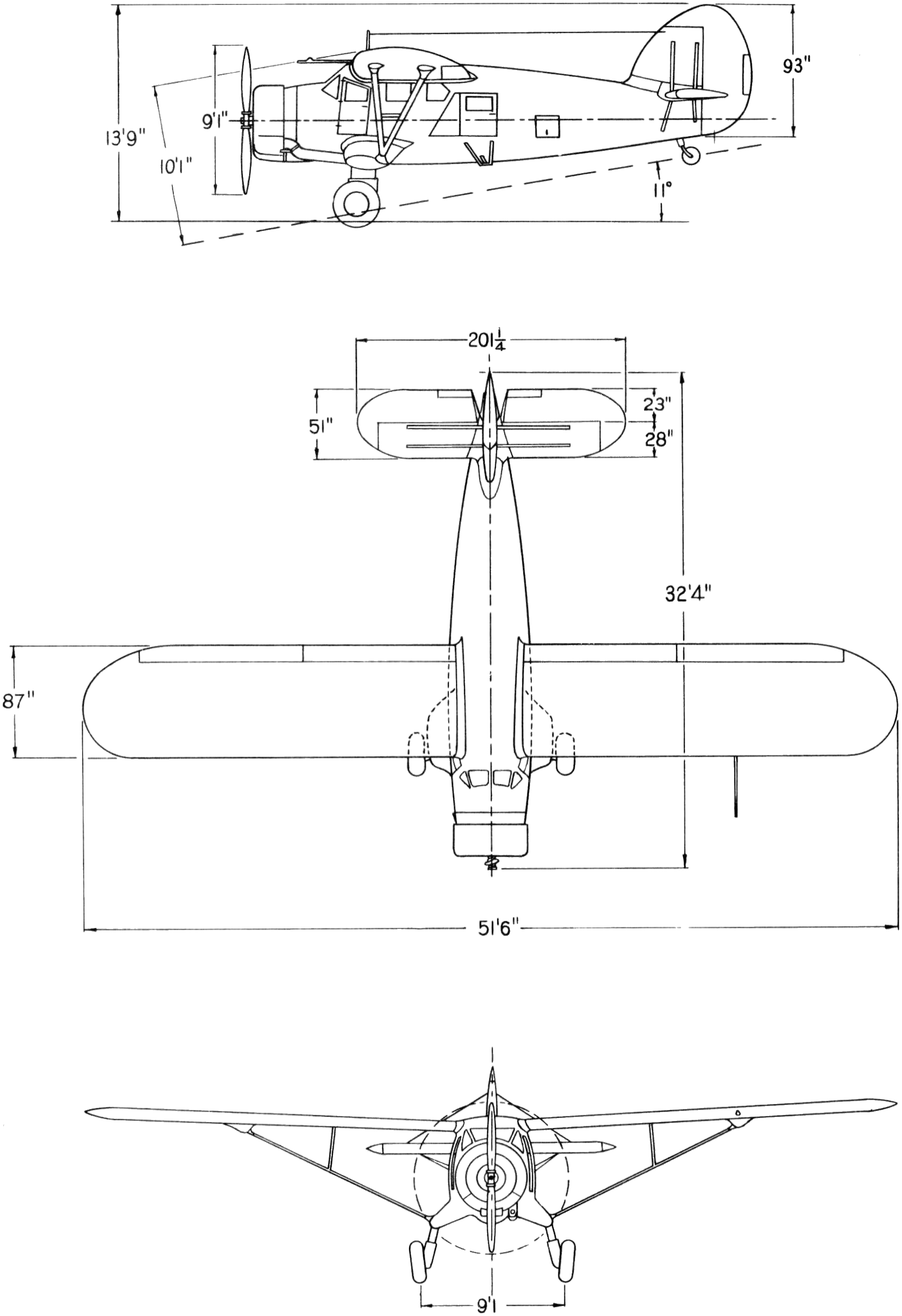
Noorduyn C-64A Norseman

- エンジン： プラット・アンド・ホイットニー R-1340AN-1 (600 hp)
- 最高速度：260 km/h
- 巡航高度：5,181 m
- 航続距離：1,851 km